# Seeleyosaurus guilelmiimperatoris
Il seeleyosauro (Seeleyosaurus guilelmiimperatoris) è un rettile marino estinto, appartenente ai plesiosauri. Visse nel Giurassico inferiore (Toarciano, circa 185 milioni di anni fa) e i suoi resti sono stati ritrovati nel giacimento di Holzmaden, in Germania. 

## Descrizione
Questo animale, lungo circa 3,5 metri, era caratterizzato dai tratti tipici dei plesiosauri, ovvero zampe trasformate in pagaie, corpo appiattito e corto, e collo allungato e sormontato da una piccola testa. Il seeleyosauro, in particolare, possedeva un collo più allungato rispetto a quello dei plesiosauri primitivi, e il cranio era piuttosto leggero grazie a notevoli finestre temporali. Le pinne, inoltre, erano notevolmente allungate. L'omero, in particolare, era decisamente robusto e diritto rispetto a quello di Plesiosaurus. Un fossile ben conservato sembra recare l'impronta di una pinna caudale a forma di rombo; è possibile, quindi, che tutti i plesiosauri possedessero strutture simili. 

## Classificazione
Questo animale è stato descritto nel 1895 da Dames e classificato inizialmente come una specie di Plesiosaurus; l'epiteto specifico, guilelmiimperatoris, è stato posto in onore dell'imperatore Guglielmo II. Successivamente, nel 1940, i fossili sono stati attribuiti a un nuovo genere, Seeleyosaurus, ma classificazioni più recenti avevano preferito attribuire tutti i fossili di questa specie al genere Plesiosaurus.

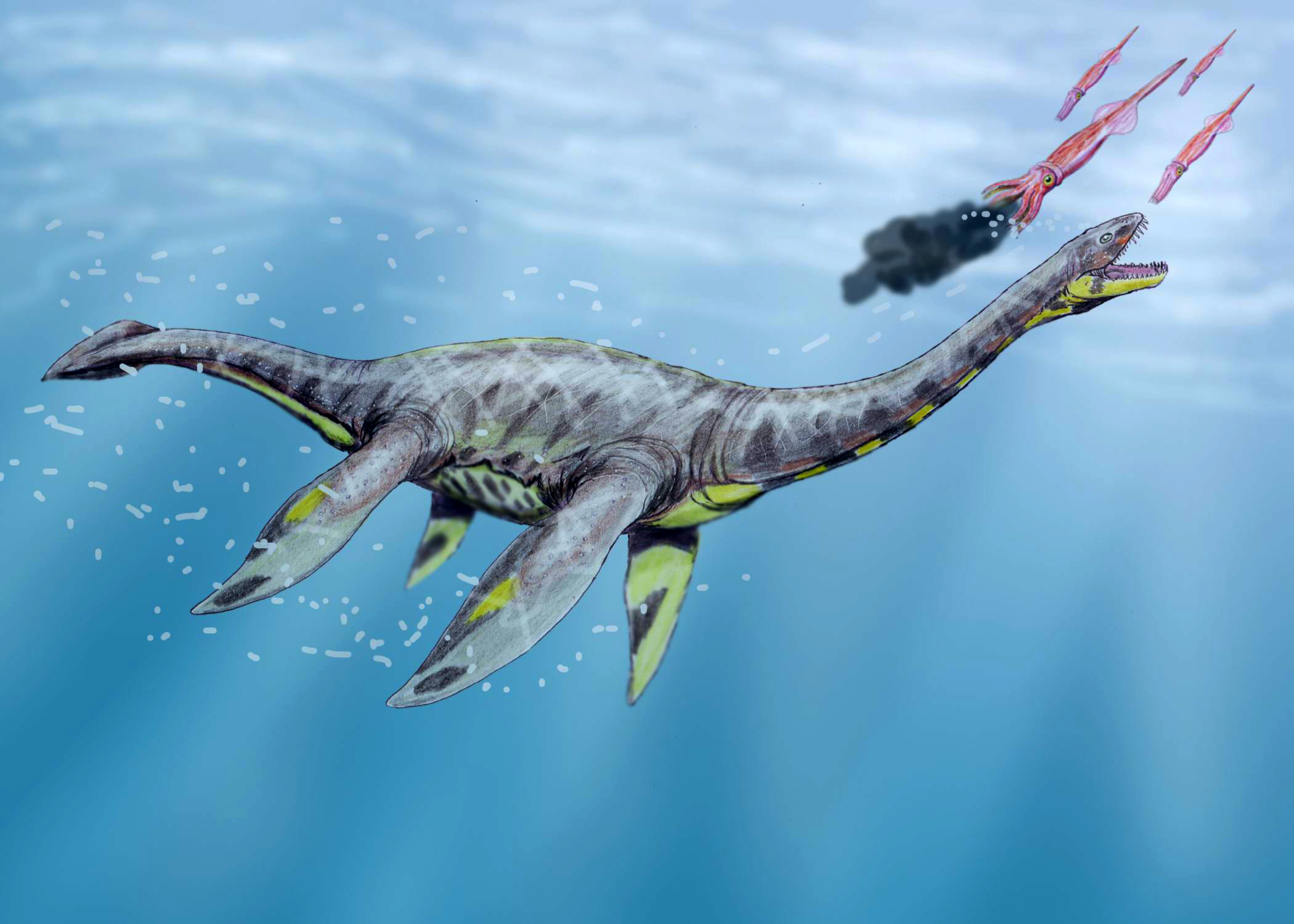
Ricostruzione di Seeleyosaurus guilelmiimperatoris

Solo nel 2006 una ridescrizione del materiale, principalmente sulla base di caratteristiche craniche e delle pinne, ha riassegnato i fossili al genere Seeleyosaurus (in onore del paleontologo Harry Govier Seeley). Lo stesso studio attribuì a Seeleyosaurus anche uno scheletro di piccole dimensioni descritto due anni prima come un genere a sé stante, Plesiopterys.
Secondo lo studio, i parenti più prossimi di questo animale sarebbero stati gli elasmosauridi, un gruppo di plesiosauri dal collo particolarmente allungato caratteristici del Cretaceo. La forma più affine a Seeleyosaurus sembrerebbe essere stata Muraenosaurus.
Studi più recenti (Ketchum e Benson, 2010) hanno invece sottolineato le affinità di questa forma con il ben noto Plesiosaurus, includendola nella famiglia dei plesiosauridi, tipica del Giurassico inferiore. Ulteriori studi hanno stabilito che Seeleyosaurus era un rappresentante dei microcleididi, un gruppo di plesiosauri tipici del Giurassico inferiore (Benson et al., 2012).

## Stile di vita
Dalla forma delle pinne gli studiosi hanno dedotto che questo animale fosse un veloce nuotatore, molto resistente. Il cranio, inoltre, era strutturato in modo tale che le mascelle (non particolarmente potenti) si potessero chiudere con gran velocità. Si pensa che le prede abituali del seeleyosauro fossero cefalopodi simili a calamari, come le belemniti. Un altro elasmosauro primitivo rinvenuto nello stesso giacimento, Hydrorion, si nutriva probabilmente di pesci ossei.